# أرجوس (لغة برمجة)
ارجوس، هي لغة برمجة  أنشئت في معهد ماساتشوستس بواسطة العالم باربارا ليسكوف  خلال الفترة بين 1982 و1988 بالتعاون مع موريث هيرليهى، وباول جونسون، وروبرت ستشيفلر، وويليام ويل.
ويعد نظام برمجة (CLU) كلو حلقة وصل للغة الترجمة ولها أيضا نفس القواعد والأساسيات. صُِممت آرجوس لتدعيم البرامج الفاسدة عن طريق تغليف وتغطية الطرق التي تنتمي لموضوعات تسمى بالحراس، وأيضا عن طريق دعم العمليات النووية التي تسمى أكشنز.